# 日焼けマシーン

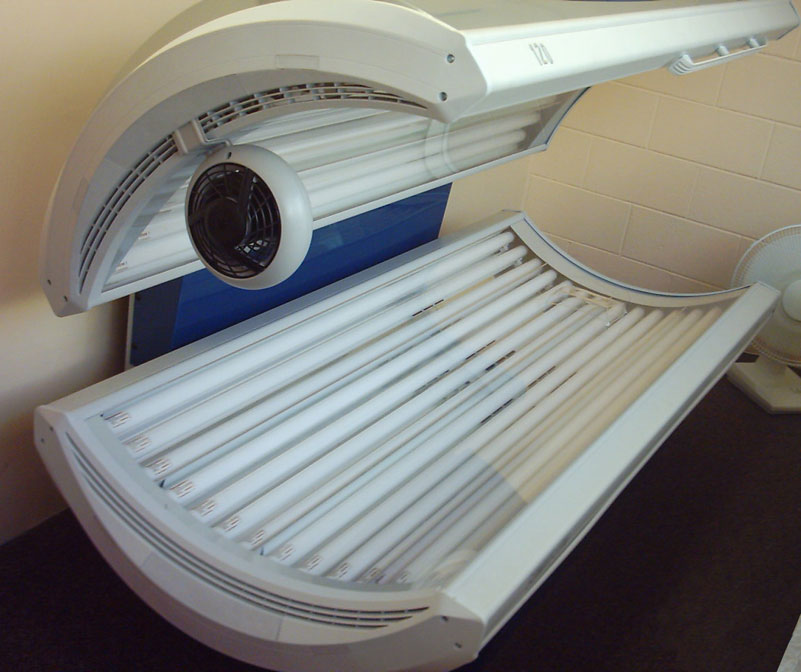
日焼けマシーンの一例

日焼けマシーン（ひやけマシーン、異表記: 日焼けマシン）とは、紫外線を肌へ照射することによって日焼けを施す器具。その日本語名称。
日光浴や日焼けを目的としたベッド型や椅子型の用具を指す語として、イギリス英語には "sunbed, sun bed" 、アメリカ英語には "tanning bed" があるものの、これらは機械である必要がない点で、日本語の「日焼けマシーン」の対訳語とは言えない。これら英米の語に対応する日本語としては、音写語の「サンベッド」および「タンニングベッド」や日英混種語の「日焼け用ベッド」がある。
日本語でいうところの「日焼けマシーン」は、主に全身を日焼けさせる機械と顔付近を集中的に日焼けさせる機械に分かれる。もともとは、医療用、または日照時間が少ない地域での健康のために使用する装置として開発、販売された。

## 構造

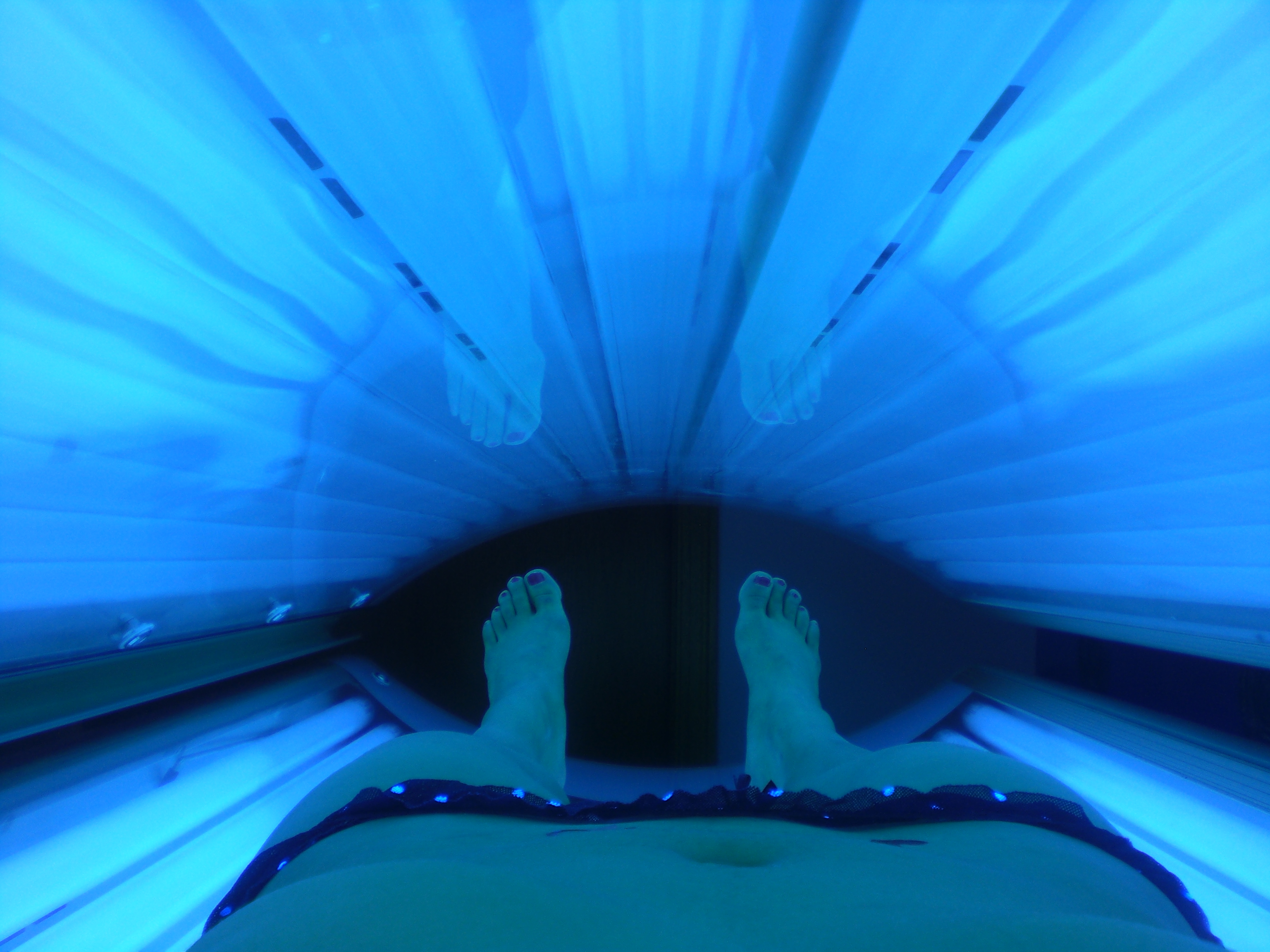
日焼けマシーンの使用

### 光源
日焼けマシーンには特殊高圧水銀ランプ（水銀灯 メタルハライドランプ、俗称としてハロゲンランプ）と低圧水銀ランプ（蛍光管紫外線ランプ）が目的別に設置されていて、簡単に日焼けすることができるように設計されている。各ランプは衝撃を保護するためにアクリル、ガラス等で守られている。光線の波長としては350nm付近の日焼けに最適な光線が放射できるように各メーカーによって調整されている。
まず、日焼けの進度が比較的遅い顔面用として使用されるのがメタルハライドランプ（HID、メタハラ）で、このランプは通常400 Wから2000 Wの物が多く使用される。顔面専用機の多くは3面となっており最大級の物で2000 WＸ3ということになるが、確かに照射から20分もすると日焼けの進行は顕著に表れるものの、メタルハライドの特徴として実際のサンタニングに有効であるUVAの他、やけどを引き起こすUVB、そして殺菌作用の強いUVCが含まれることから、ランプ前面には絶対にフィルターを付ける必要がある。このフィルターを外したり　破損したまま、使用した場合の皮膚に与える悪影響は実際の太陽光線以上であるので、注意が必要であり、炎症を起こした場合は、医師の診断が必要になる。
低価格な家庭用　数万円のモデルも存在するが、業務用とは　本体価格　効果が出る時間も圧倒的に違う　家庭用の多くは40 WＸ8本付近が多い
ベッド型の多くは顔面部分にメタルハライドランプを取り付けている。家庭用として有名なオランダのフィリップス社からも400 W1灯型のメタルハライドマシンが発売されている。
次に全身用、または低価格用モデルとして使用されるのが蛍光管型ランプで、5 Wから200 W程度の物が多く使用されている。
メタハラに比べて紫外線出力が弱いため、日焼け効果が出るまで時間がかかる。例えば40 W蛍光管の紫外線出力はわずか数Wから10 W程度にしか無い。
このため、多くの機種で蛍光管を大量に取り付け、迅速な日焼け効果を狙っているが、縦型、ベッド型を問わず大変な高温になるため強制ベンチレーション・システムを取り付けてある物がほとんどである。

### 電源
家庭用の小型マシーンは消費電力が小さいため、家庭用の100 Vで作動するが、業務用の日焼けマシーンは200 Vで動作するものが多い。日焼けサロンに設置されるような大型の日焼けマシーンの作動には三相200 V（動力200 V）の電気が必要である。
日本の場合、日焼けマシーンはほとんどが輸入品であるため、家庭用日焼けマシーンを除いて輸出国の電圧に変換して使用しなければいけない。そのことから、日焼けマシーンに合った適切な変圧器（昇圧トランス）によって200Vを230 V、400 Vにする必要である。
生産国によって商用電源周波数が 50 Hz、60 Hzの2種類が混在している場合があり、本来地域に合った機械を使用すべきであるが、60 Hzの機械は数が少なく単相仕様の場合が多い。60 Hzの機械は関東地域に設置すると出力が低下するので注意が必要である。
日焼けマシーンを複数台使用するなどにより、消費電力が電力会社の規定値（約50,000 W）を超えるとキュービクルという高価（300万円以上）で大型の変圧設備が必要になる。

## 種類
現在のマシンは多種多様で、大きく顔面専用、半身用、縦型、ベッド型、さらに横型1方向照射型などがある。家庭用については、顔面用、半身用、1方向全身用でその多くは蛍光管を使用した低価格モデルが主となっている。以前は家庭用においても出力の高いメタルハライドを使用したモデルがいくつか存在したが、現在はごく一部になっている。

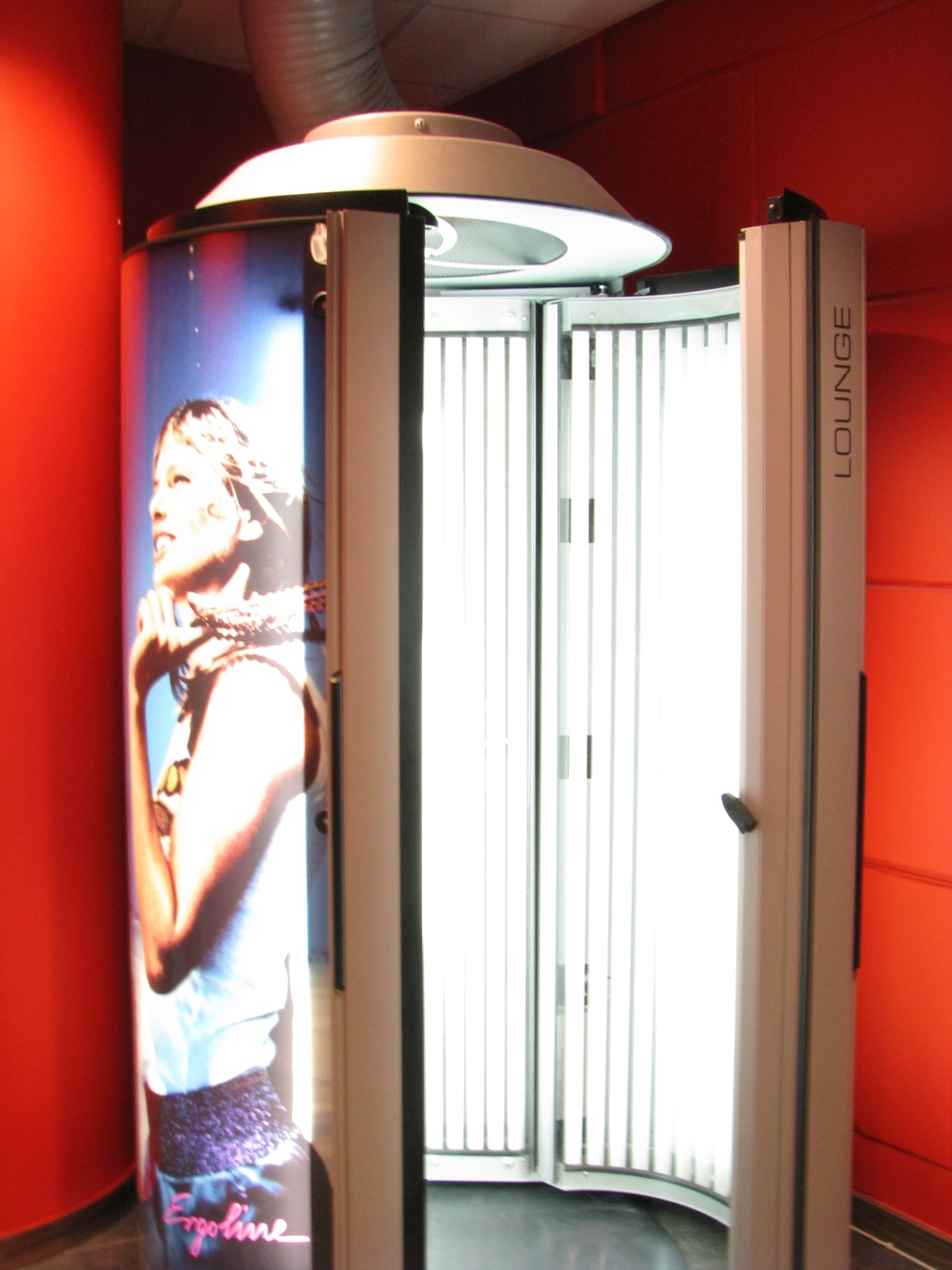
縦型

## 人体への危険性

### 皮膚がん発生リスク
世界保健機関 (WHO) の国際がん研究機関 (IARC) による発癌性リスク分類では、日焼けマシーンはアスベストやたばこに並び、もっとも高い「グループ1」に分類されている。紫外線にあたることにより、体内でビタミンDの成形に役立つが、日焼けマシーンで浴びるUVAやUVBはビタミンDを生成する能力が低いことも分かっている。基本的に日焼けは皮膚の防衛反応であり、メラニンを発生させることにより深層部分の細胞及び組織の損壊を防ぐことであり、「防衛反応」＝拒絶ということになる。現に、若い頃大量の紫外線を浴びた者は皮膚のたるみ、シワ、シミがそうでない者の数倍以上となり、皮膚がん発生率も極めて高い中でも悪性黒色腫は発症リスクが、1.2倍に上昇する。そのため、アメリカでは24以上の州で未成年者の日焼けサロン使用に親の許可を求める法律が制定されている。また、イギリス（北アイルランドを除く）では18才未満の日焼けマシーンの使用を禁止する法律が制定された。

### 眼球への影響
紫外線を長時間強制的に浴びることにより、眼球にも非常に強烈な悪影響が発生することが挙げられる。紫外線ランプに限らず、眼球直近での光線を大量に浴びること自体問題があるのであるが、眼をつぶれば平気と思われがちであるが、紫外線の大部分は瞼を通過する。そのため、ドイツなどでは、ゴーグルの使用を義務つけている。大量に紫外線を浴びることにより、白内障や網膜の細胞等にも重大な悪影響が出る。

### 日焼け依存症
日焼け依存症問題。これは、日焼けをすることにより、見た目が変わるのに快感を覚え、その行為がどんどんエスカレートして行く。しかし、本人は自分自身を毎日観察するため、日焼けの進行の感覚が完全に麻痺し、毎日何時間もの紫外線照射を繰り返すことになる。依存症の多くは、海やプールでの日焼けに始まり、自宅の庭やベランダなどでも日焼けを行うようになるが、夏以外の季節は外での日焼けが思うようにいかなくなることから日焼けサロンや家庭用マシンを購入してまで日焼けに走るなどである。

### 各国の取り組み
米国カリフォルニア州のブラウン知事は、2011年10月9日、人工的に紫外線を出す「日焼けマシン」を14～18歳の若者が使うことを全面的に禁止する法案に署名した。カリフォルニア州上院のテッド・リウ議員はCNNとのインタビューで、07年にも同様の法案を出したが可決されず、今回ようやく成立にこぎ着けたことは「非常にうれしい」と述べた。また、同法によって「多くの命が救われ、不要な苦しみが避けられることを信じている」と語った。
イギリスでは、2010年、18歳未満は装置を使用できない日焼けサロンの規制法が成立した。ブラジルは、すでに日焼けマシンの全面禁止に踏み切っている。
オーストラリアでは、ノーザンテリトリーを除き、2015年以降、各州で規制が行われた。